# Kara DioGuardi
Kara DioGuardi (Ossining, 9 de diciembre de 1970) es una compositora y productora estadounidense, conocida por trabajar para muchos artistas de notable fama. Kara ha tenido la oportunidad de coescribir canciones junto a Christina Aguilera para el disco Back to Basics de la cantante y actriz. También ha colaborado para artistas como Pink "Sober", Kelly Clarkson "I Don't Hook Up", Cobra Starship ft / Leighton Meester "Good Girls Go Bad ", SNF Theory Of A Deadman "No Pretende Ser", entre otras novedades (2009). Conformó durante dos temporadas el jurado del cotizado programa de talentos American Idol.

## Créditos en escritura
Las canciones de DioGuardi han sido conocidas por ser algunas de las canciones de artistas reconocidos. Coescribió “Walk Away” de Kelly Clarkson, así como “Gone”, el siguiente sencillo de la cantante. Al igual que "Nobody Wins", canción coescrita e interpretada por The Veronicas; otras canciones son “Beep”, para las Pussycat Dolls, “L.O.V.E.” y “Boyfriend”, estas dos últimas para Ashlee Simpson y también trabajo con Christina Aguilera en su álbum Back to Basics, Britney Spears en In the Zone y Blackout y Lindsay Lohan en Speak, A Little More Personal (Raw) y Spirit in the Dark.
La compositora también coescribió el primer sencillo de Santana: “I’m Feeling You” con Michelle Branch, así como el sencillo “Cry Baby Cry” de Sean Paul y Joss Stone.
El sencillo de Kara, “Rich Girl”, grabada por Gwen Stefani, se eligió para un comercial de Pepsi, además, del LP de Kelly Clarkson, Breakaway, Kara coescribió seis canciones y contribuyó en cada una de las grabaciones de platino de Lindsay Lohan (incluyendo los sencillos Rumors, Over, I Live for the Day y Confessions of a Broken Heart (Daughter to Father)).
Algunos de los sencillos en los que participó Kara tuvieron mucho éxito, tales como “Escape” y “Don’t Turn Off the Lights” de Enrique Iglesias; "The Way" para Clay Aiken; y "I’ve Got You" para Marc Anthony.
Kara coescribió junto a Walter Afanassief, La canción "Walk Away" del disco A Wonderfl Life, de Lara Fabian (2004)
Coescribió también algunos singles para artistas como Céline Dion (Taking chances, One Heart, Sorry for Love), Anastacia, Delta Goodrem, y Thalía.
Para Delta Goodrem Kara coescribió el sencillo “Unpredictable” y el éxito "Not Me, Not I."
Ella y Eros Ramazzotti coescribieron “I Belong to You” para Anastacia, que fue sencillo n.º 1 en las radios europeas.
Kara tuvo en 2006 un catálogo de 500 canciones y en 2004-2005 Kara tuvo un total de 106 canciones lanzadas.
Sus canciones se han utilizado en diversos anuncios de televisión, incluyendo anuncios de Candie's (con “Supergirl” de Hilary Duff), Dell (Cherie’s “I’m Ready”), Chrysler (“One Heart”de Celine Dion), Bally’s ( “A Little Bit” de Jessica Simpson), etc.
Recientemente Kara colaboró en el más reciente álbum de Belinda en su álbum Utopía, coescribiendo uno de sus más grandes hits: "Bella Traición (End of the day)".
Trabajo recientemente en la película "Camp Rock" con sus sencillos "We rock" y "Play my music"
Otras colaboraciones más recientes de Kara fue con la cantante Lindsay Lohan colaborando con su primer sencillo y éxito: "Playground" , que es el primer sencillo para Spirit in the Dark que es el tercer álbum de la cantante.
También ha participado en la composición de varias canciones del álbum Hannah Montana 3 como "Don't Wanna Be Torn", "Supergirl".

## Créditos en producción
Como productora, Kara ha trabajado con artistas como Britney Spears, Hilary Duff, Lindsay Lohan, Kelly Clarkson, Santana, Celine Dion, Enrique Iglesias, Kylie Minogue, Laura Pausini, Pussycat Dolls, Paris Hilton, Belinda, Paulina Rubio y Ashley Tisdale
DioGuardi es muy buscada como colaboradora, en 2006 ha trabajado con: John Shanks, Will I AM, Lil John, Scott Storch, Sean Paul, Timbaland, The Veronicas, Greg Wells, Glen Ballard, Ben Moody Kelly, Rick Nowels, Guy Chambers, Patrick Leonard y Marti Frederiksen. Últimamente colaboró en el álbum "Utopía" (Belinda), "Headstrong" (Ashley Tisdale) y "Dignity" (Hilary Duff).

## American Idol
Con la incorporación de Kara DioGuardi a American Idol se conformó por primera vez en la historia del programa un jurado de cuatro personas. La compositora estadounidense se sumó al panel integrado por Paula Abdul, Simon Cowell y Randy Jackson; y un año más tarde con Ellen DeGeneres, quien sustituyó a Abdul. DioGuardi se caracterizó como una de las jurados más técnicas del show en las temporadas donde resultaron ganadores Kris Allen y Lee DeWyze. En medio de una época de cambios que atravesó American Idol, la cadena Fox anunció la salida de la productora por razones que no quedaron del todo claras ante los ojos de la audiencia.
DioGuardi agradeció a todos los que la apoyaron durante sus dos temporadas en el programa y les deseó lo mejor a la producción del reality, reseñó Reuters. “Sentí como si me hubiese ganado la lotería cuando me uní a American Idol hace dos años, pero siento que ahora es el mejor momento para dejar el programa ―dijo DioGuardi en un comunicado―. Realmente ha sido una maravillosa experiencia (…) espero con ansias mi próximo desafío” ―dijo sin entregar detalles sobre las razones de su partida. Si bien el comunicado de ella sugiere que la medida fue su decisión, su salida se da en medio de especulaciones de que fue despedida debido a que la cadena y los productores quieren cambiar el panel debido a la partida de Cowell y para detener la caída de su audiencia. Fox distribuyó una serie de comunicados elogiando a DioGuardi y sostuvo que se la extrañará en el programa.
El creador y productor ejecutivo de Idol, Simon Fuller, quien ideó el espacio al estilo de su popular serie británica Pop Idol, describió a DioGuardi como una de las mejores compositoras del mundo.
“Ella estuvo apasionada y comprometida con Idol durante las últimas dos temporadas. Extrañaré tenerla en el programa, pero espero con ánimo el trabajar con su música en los años venideros”, afirmó.
Para la siguiente temporada, Kara Dioguardi, Simon Cowell y Ellen DeGeneres fueron reemplazados por Jennifer Lopez y Steven Tyler, sumándose a Randy Jackson, quien continuó como el único integrante del grupo de jueces que dio origen al programa.

## Créditos en escritura y/o producción

### 2003

#### Britney Spears -In the Zone
- 11. "Brave New Girl"

### 2004

#### Lindsay Lohan]] -Speak (álbum)|Speak
- 01. "First"
- 05. "Over"
- 06. "Something I Never Had"
- 12. "Rumors"

#### Raven-Symoné -This Is My Time
- 02. "Backflip"
- 03. "What Is Love?" (Producida con J-Spark)

### 2005
Ashlee Simpson - Autobiography

#### Lindsay Lohan -A Little More Personal (Raw)
- 01. "Confessions of a Broken Heart (Daughter to Father)"
- 03. "I Live for the Day"

### 2006

#### Evanescence -The Open Door Outtakes
- 00. Together Again

#### Belinda Peregrín -Utopía
- 04. "Bella Traición" (Producida con Mitch Allan)
- 06. "Alguien Más"
- 09. "Noche Cool"
- 16. "End Of The Day" (Producida con Mitch Allan)

#### Diego Gonzales -Diego
- 01. "Solo Existes Tu" (Producida con Diego Gonzales)

#### RBD -Nuestro Amor
- 02. "[[Me voy (canción de RBD)|Me Voy]]"

#### RBD -Celestial
- 07. "Tu Dulce Voz"

### 2007

#### Avril Lavigne -The Best Damn Thing
- 03. "Runaway" (Producida por Dr. Luke)

#### Britney Spears -Blackout
- 05. "Heaven on Earth" (Producida con Freescha)
- 10. "Ooh Ooh Baby" (Producida con Fredwreck)

#### Daddy Yankee -El Cartel - The Big Boss
- 12. "Papi Lover" (a dúo con Nicole Scherzinger; producida por Zander, coproducida por Ecko & Diésel)

#### Hilary Duff -Dignity
- 01. "Stranger"
- 03. "With Love"
- 04. "Danger"
- 06. "Never Stop"
- 07. "No Work, All Play"
- 08. "Between You and Me"
- 10. "Happy"
- 11. "Burned"
- 13. "I Wish"
- 14. "Play With Fire"

#### Ashley Tisdale -Headstrong
- 04. "Be Good to Me" (producida con TWIN)
- 08. "Love Me For Me" (producida con Emanuel Kikiarou)
- 00. "Hurry Up" (producida con David Jassy)

### 2008

#### Lesley Roy -Unbeautiful
- 06. "When I look at you"

### 2009

#### Ashley Tisdale -Guilty Pleasure
- 08. "What If"

#### Lindsay Lohan -Spirit in the Dark
- 03. "Playground Feat.Pharrell"

#### Demi Lovato -Don't Forget
- 09. "The Middle"
- 10. "Until You're Mine"

### 2010

#### Meat Loaf -Hang Cool Teddy Bear
- 04. "If I Can't Have You"

#### VersaEmerge -Fixed at Zero
- «Let Down»

## Discografía

### Participación como vocalista
- "If I Can't Have You" en el álbum "Hang Cool Teddy Bear" de Meat Loaf (2010)
- "The Sun Will Rise" en el álbum Stronger de Kelly Clarkson (2011)